# 가이세이정
가이세이정(일본어: 開成町 가이세이마치[*])은 일본 가나가와현 아시가라카미군의 정이다.

## 역사
1955년 2월 2일에 사카타촌과 요시다지마촌의 합병으로 성립되었다. 1985년 3월 14일에 철도와 연결되었다.

## 경제
주요 산업은 후지 필름이 운영하는 공장이다.

## 인구
| 연도 | 인구   | ±%     |
| ---- | ------ | ------ |
| 1920 | 3,504  | —      |
| 1930 | 3,746  | +6.9%  |
| 1940 | 3,911  | +4.4%  |
| 1950 | 4,681  | +19.7% |
| 1960 | 4,781  | +2.1%  |
| 1970 | 8,205  | +71.6% |
| 1980 | 10,673 | +30.1% |
| 1990 | 11,941 | +11.9% |
| 2000 | 13,396 | +12.2% |
| 2010 | 16,365 | +22.2% |

## 교통
- 오다큐 전철 오다와라선